# Acer angustilobium
Acer angustilobium é uma espécie de árvore do gênero Acer, pertencente à família Aceraceae.